# George Bingham, 3:e earl av Lucan

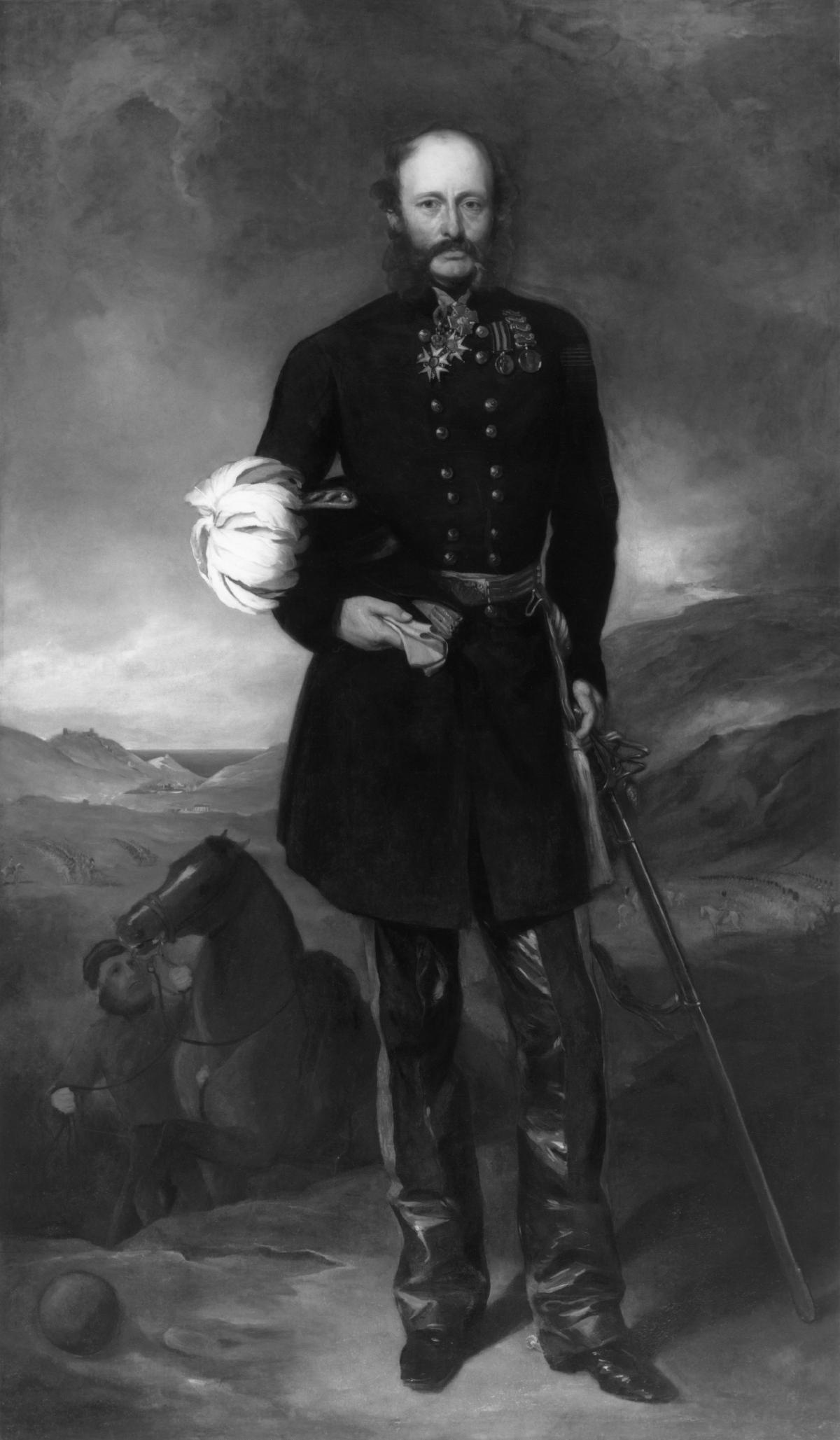
George Charles Bingham, 3:e earl av Lucan, porträtterad av sir Francis Grant.

George Charles Bingham, 3:e earl av Lucan, född den 16 april 1800 i London, död där den 10 november 1888, var en engelsk militär. Han var son till Richard Bingham, 2:e earl av Lucan, far till George Bingham, 4:e earl av Lucan och morfar till Charles Hardinge, 1:e baron Hardinge av Penshurst.
Bingham inträdde i armén 1816, ärvde earltiteln 1839 och befordrades 1851 till generalmajor. Han utnämndes vid Krimkrigets utbrott 1854 till befälhavare för kavalleridivisionen. I slaget vid Balaklava (den 25 oktober samma år) tvang han först med sin ena brigad ("den tunga") det ryska kavalleriets huvudstyrka att dra sig tillbaka, men sände sedan, alltför bokstavligt lydande en order av överbefälhavaren lord Raglan, den andra brigaden ("den lätta") under lord Cardigan mot en övermäktig rysk position, varvid nästan hela brigaden upprevs ("dödsritten vid Balaklava"). Själv sökte han med ett par regementen betäcka brigadens reträtt och blev därunder allvarligt sårad. Lord Raglan, som ansåg sin order missförstådd, lät (1855) återkalla Bingham, och denne deltog aldrig mer i aktiv krigstjänst. Han befordrades emellertid 1865 till general och 1887 till fältmarskalk. I parlamentet blev Bingham 1858 upphovsman till den ändring i edsformuläret, som möjliggjorde för judar att bli parlamentsmedlemmar.